# Megaselia brunneipalpata
Megaselia brunneipalpata är en tvåvingeart som beskrevs av Rudolf Beyer 1964. Megaselia brunneipalpata ingår i släktet Megaselia och familjen puckelflugor. Inga underarter finns listade i Catalogue of Life.